# Saison 2021-2022 du Havre Athletic Club
Maillots
Chronologie
Saison précédente Saison suivante
La saison 2021-2022 du Havre Athletic Club est la 40e saison du club en Ligue 2 et la 14e saison consécutive dans ce championnat. Lors de la saison 2020/2021, le club termina 12e de Ligue 2. L'équipe est dirigée depuis juin 2019 par Paul Le Guen. Les Normands participent également à la Coupe de France.

## Effectif professionnel
Le tableau suivant dresse la liste des joueurs faisant partie de l'effectif havrais pour la saison 2021-2022.

### Joueurs prêtés
| Joueur            | Poste     | Club         | Division  | Championnat | Championnat | Championnat | Championnat  | Championnat | Coupe nationale | Coupe nationale | Coupe nationale | Coupe nationale | Coupe nationale | Total | Total       | Total  | Total        | Total |
| Joueur            | Poste     | Club         | Division  | MJ          | But inscrit | Averti      | Carton rouge | Min.        | MJ              | But inscrit     | Averti          | Carton rouge    | Min.            | MJ    | But inscrit | Averti | Carton rouge | Min.  |
| ----------------- | --------- | ------------ | --------- | ----------- | ----------- | ----------- | ------------ | ----------- | --------------- | --------------- | --------------- | --------------- | --------------- | ----- | ----------- | ------ | ------------ | ----- |
| Ertuğrul Ersoy    | Défenseur | Gaziantep FK | Süper Lig | 23          | 0           | 4           | 0            | 1833        | 3               | 0               | 0               | 0               | 289             | 9     | 26          | 0      | 4            | 2122  |
| Ayman Ben Mohamed | Défenseur | Denizlispor  | Süper Lig | 7           | 0           | 0           | 0            | 386         | 0               | 0               | 0               | 0               | 0               | 7     | 0           | 0      | 0            | 386   |

## Compétitions

### Préparation d'avant-saison
| 8e 50 points       | Huitième tour |
| 13V 11N 14D        | 1V 0N 1D      |
| TOTAL: 14V 11N 15D |               |

### Championnat

#### Journées 16 à 19
| Rang | Équipe                 | Pts | J  | G  | N | P | Bp | Bc | Diff |
| ---- | ---------------------- | --- | -- | -- | - | - | -- | -- | ---- |
| 2    | Toulouse FC            | 37  | 19 | 11 | 5 | 3 | 40 | 18 | +22  |
| 3    | Paris FC               | 36  | 19 | 11 | 3 | 5 | 25 | 16 | +9   |
| 4    | AJ Auxerre             | 33  | 19 | 9  | 6 | 4 | 32 | 23 | +9   |
| 5    | FC Sochaux-Montbéliard | 33  | 19 | 9  | 6 | 4 | 20 | 16 | +4   |
| 6    | Le Havre AC            | 32  | 19 | 8  | 8 | 3 | 20 | 13 | +7   |

#### Classement
| Rang | Équipe            | Pts | J  | G  | N  | P  | Bp | Bc | Diff |
| ---- | ----------------- | --- | -- | -- | -- | -- | -- | -- | ---- |
| 6    | EA Guingamp       | 58  | 38 | 15 | 13 | 10 | 52 | 48 | +4   |
| 7    | SM Caen           | 50  | 38 | 13 | 11 | 14 | 51 | 42 | +9   |
| 8    | Le Havre AC       | 50  | 38 | 13 | 11 | 14 | 38 | 41 | −3   |
| 9    | Nîmes Olympique R | 49  | 38 | 14 | 7  | 17 | 44 | 51 | −7   |
| 10   | Pau FC            | 49  | 38 | 14 | 7  | 17 | 41 | 49 | −8   |

#### Résultats par journée
| Journée   | 01  | 02 | 03 | 04  | 05 | 06 | 07  | 08  | 09 | 10 | 11 | 12 | 13 | 14 | 15 | 16 | 17 | 18 | 19 | 20 | 21 | 22 | 23 | 24 | 25 | 26 | 27 | 28 | 29 | 30 | 31  | 32 | 33 | 34 | 35 | 36 | 37 | 38 |
| --------- | --- | -- | -- | --- | -- | -- | --- | --- | -- | -- | -- | -- | -- | -- | -- | -- | -- | -- | -- | -- | -- | -- | -- | -- | -- | -- | -- | -- | -- | -- | --- | -- | -- | -- | -- | -- | -- | -- |
| Terrain   | D   | E  | D  | E   | D  | E  | D   | E   | D  | E  | D  | E  | D  | E  | D  | D  | E  | D  | E  | D  | E  | D  | E  | D  | E  | D  | E  | D  | E  | D  | E   | D  | E  | E  | D  | E  | D  | E  |
| Résultats | N   | V  | D  | N   | V  | N  | N   | N   | V  | V  | V  | N  | V  | D  | N  | N  | V  | D  | V  | D  | N  | N  | N  | D  | D  | V  | V  | D  | D  | D  | D   | V  | V  | V  | D  | D  | D  | D  |
| Points    | 1   | 4  | 4  | 5   | 8  | 9  | 10  | 11  | 14 | 17 | 20 | 21 | 24 | 24 | 25 | 26 | 29 | 29 | 32 | 32 | 33 | 34 | 35 | 35 | 35 | 38 | 41 | 41 | 41 | 41 | 41  | 44 | 47 | 50 | 50 | 50 | 50 | 50 |
| Place     | 12e | 6e | 9e | 10e | 8e | 9e | 12e | 10e | 7e | 5e | 4e | 4e | 4e | 5e | 5e | 6e | 6e | 6e | 6e | 6e | 6e | 7e | 7e | 6e | 8e | 6e | 6e | 6e | 6e | 6e | 10e | 7e | 6e | 6e | 6e | 7e | 8e | 8e |

### Coupe de France
La Coupe de France 2021-2022 est la 105e édition de la Coupe de France, une compétition à élimination directe mettant aux prises les clubs de football amateurs et professionnels à travers la France métropolitaine et les DOM-TOM. Elle est organisée par la FFF et ses ligues régionales.